# ريكو
ريكو (1 يناير 1967 -)، مغني وممثل مصري. عمل في فرقة محمد منير في بدايته، ثم اتجه للغناء، واشتهر بالسينما.

## أعماله
- فوبيا (أغنية جمد قلبك)
- بنات وسط البلد (أغنية الفيلم)
- برنامج بفلوسي (أغنية البرنامج)
- ضربة حظ.
- فيلم مش هندي
- كداب يا صاحبي.
- الفرقة 16 أجرام.
- دقي يا مزيكا.
- فوكك مني.
- أنا وبابا.
- دندوش يبأجر مفروش.
- ملك الشحاتين.
- صايع بحر.
- الساحر.
- عريس من جهة أمنية.
- حاحا وتفاحة.
- عليا الطرب بالتلاتة.
- رامي الإعتصامي.
- يا دلعوا (أغنية)

## روابط خارجية
- ريكو على موقع الدهليز
- ريكو على موقع قاعدة بيانات الأفلام العربية